# Hernandaria calcarata
Hernandaria calcarata is een hooiwagen uit de familie Gonyleptidae.